# Blumenwanzen

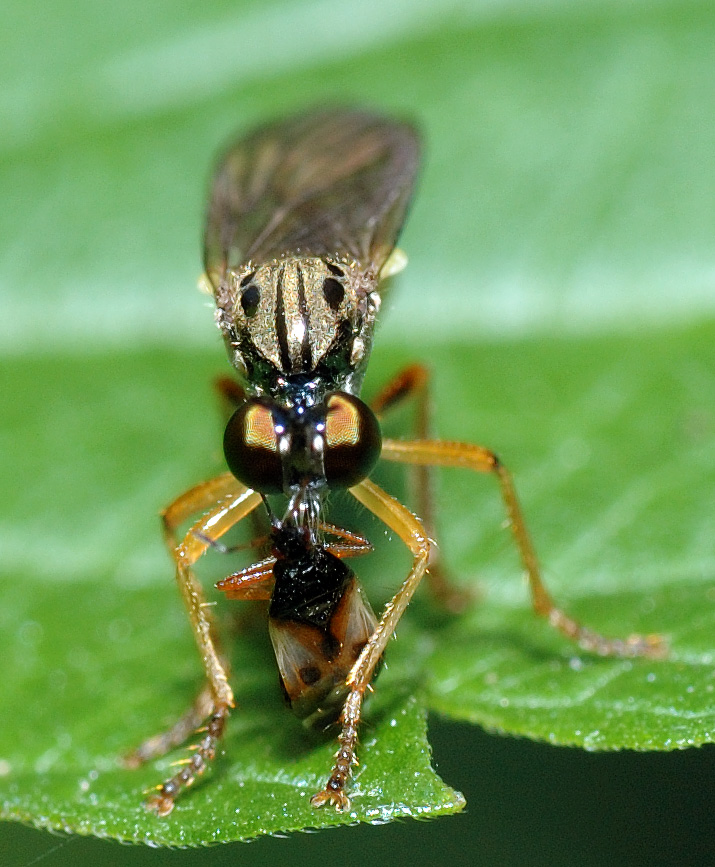
Eine Blumenwanze der Art Anthocoris nemorum wird von der Gestreiften Habichtsfliege (Dioctria linearis), einer Raubfliege, ausgesaugt

Die Blumenwanzen (Anthocoridae) sind eine Familie der Wanzen. Weltweit sind etwa 600 Arten beschrieben, davon kommen 93 Arten und Unterarten in Europa vor, in Mitteleuropa sind es ca. 50 Arten.

## Merkmale
Blumenwanzen werden maximal 5 Millimeter lang und haben weiche, länglichovale und flache Körper. Ihr Kopf ist etwas nach vorne verlängert. Auf den Vorderflügeln haben sie Flügeladern, die keine Zellen auf der Flügelmembran abtrennen. Sie ähneln in ihrem Erscheinungsbild den Weichwanzen (Miridae), von denen sie sich aber durch den Besitz zweier Punktaugen (Ocelli) unterscheiden. Sie leben räuberisch und sind meist auf Pflanzen zu finden.

## Lebensweise
Die Tiere findet man auf Blättern und Blüten von Sträuchern und Bäumen, wobei die meisten Arten räuberisch leben und Jagd auf Blattläuse und andere kleine, nicht stark chitinisierte Insekten machen.

## Taxonomie und Systematik
Früher wurden der Familie Anthocoridae die Unterfamilien Lasiochilinae und Lyctocorinae zugerechnet. Heute werden einige Gattungen dieser als eigene Familien Lasiochilidae und Lyctocoridae zusammengefasst.
Zur Familie Anthocoridae werden u. a. folgende Gattungen gezählt:
- Acompocoris Reuter, 1875
- Almeida Distant, 1910
- Amphiareus Distant, 1904
- Anthocoris Fallén, 1814
- Australmeida Woodward, 1977
- Bilia Distant, 1904
- Blaptostethoides Carayon, 1972
- Blaptostethus Fieber, 1860
- Brachypicritus Popov & Herczek, 2011 †
- Carayonocoris Muraleedharan, 1977
- Coccivora McAtee & Malloch, 1925
- Crytosternum Fieber, 1860
- Dasypterus Reuter, 1871
- Dokkiocoris Miller, 1951
- Dolostethus Henry & Herring, 1978
- Dufouriellus Kirkaldy, 1906
- Dysepicritus Reuter, 1884
- Elatophilus Reuter, 1884
- Eoanthocoris Popov, 1990 †
- Eulasiocolpus Champion, 1900
- Galchana Distant, 1910
- Indocoris Muraleedharan & Ananthakrishnan, 1978
- Kitocoris Herring, 1967
- Lasiochiloides Champion, 1900
- Lasiocolpoides Champion, 1900
- Lepidonannella Poppius, 1913
- Lilia White, 1879
- Lippomanus Distant, 1904
- Macrotrachelia Reuter, 1871
- Macrotracheliella Champion, 1900
- Maoricoris China, 1933
- Melanocoris Champion, 1900
- Mesanthocoris Hong & Wang, 1990 †
- Montandoniola Poppius, 1909
- Odontobrachys Fieber, 1860
- Opisthypselus Reuter, 1908
- Orius Wolff, 1811
- Orthosoleniopsis Poppius, 1909
- Pachytarsus Fieber, 1860
- Paratriphleps Champion, 1900
- Pehuencoris Carpintero & Dellapé, 2006
- Persephonocoris Popov & Herczek, 2001
- Rajburicoris Carpintero & Dellapé, 2008
- Scolopa Carayon, 1954
- Scolopella Carayon, 1954
- Scolopocoris Carayon, 1972
- Temnostethus Fieber, 1860
- Tetraphleps Fieber, 1860
- Turnebiella Poppius, 1915
- Wollastoniella Reuter, 1884
- Xylocoris Dufour, 1831
- Xylocoridea Reuter, 1876
- Xyloecocoris Reuter, 1879
- Xyloesteles Popov & Herczek, 2011 †
- Zopherocoris Reuter, 1871

## Arten in Europa
In Europa kommen folgende Arten vor:
- Acompocoris alpinus
- Acompocoris montanus
- Acompocoris pygmaeus
- Amphiareus constrictus
- Amphiareus obscuriceps
- Anthocoris amplicollis
- Anthocoris butleri
- Anthocoris caucasicus
- Anthocoris confusus
- Anthocoris gallarumulmi
- Anthocoris limbatus
- Anthocoris minki
- Anthocoris nemoralis
- Anthocoris nemorum
- Anthocoris pilosus
- Anthocoris salicis
- Anthocoris sarothamni
- Anthocoris simulans
- Anthocoris visci
- Brachysteles espagnoli
- Brachysteles parvicornis
- Buchananiella continua
- Cardiastethus fasciiventris
- Cardiastethus nazarenus
- Dufouriellus ater
- Dysepicritus rufescens
- Elatophilus crassicornis
- Elatophilus nigrellus
- Elatophilus nigricornis
- Elatophilus pachycnemis
- Elatophilus pini
- Elatophilus roubali
- Elatophilus stigmatellus
- Montandoniola moraguesi
- Orius agilis
- Orius albidipennis
- Orius horvathi
- Orius laevigatus
- Orius laticollis
- Orius limbatus
- Orius lindbergi
- Orius majusculus
- Orius minutus
- Orius niger
- Orius pallidicornis
- Orius piceicollis
- Orius retamae
- Orius sibiricus
- Orius vicinus
- Scoloposcelis obscurella
- Scoloposcelis pulchella
- Temnostethus dacicus
- Temnostethus gracilis
- Temnostethus longirostris
- Temnostethus lunula
- Temnostethus pusillus
- Temnostethus reduvinus
- Temnostethus tibialis
- Temnostethus wichmanni
- Tetraphleps aterrima
- Tetraphleps bicuspis
- Xylocoridea brevipennis
- Xyloecocoris ovatulus
- Xylocoris ciliatus
- Xylocoris cursitans
- Xylocoris formicetorum
- Xylocoris galactinus
- Xylocoris lativentris
- Xylocoris maculipennis
- Xylocoris obliquus
- Xylocoris parvulus
- Xylocoris terricola
- Xylocoris tesquorum
- Xylocoris thomsoni

## Außereuropäische Arten (Auswahl)
- Orius insidiosus

## Nutzwirkung
Blumenwanzen vor allem der Gattung Orius werden in der biologischen Bekämpfung von Blattläusen (Aphidina), Fransenflüglern (Thysanoptera), Spinnmilben (Tetranychus spp.) und Weißen Fliegen (Mottenschildläuse bzw. Aleyrodoidea) in Gewächshäusern eingesetzt.